# Зимовище (Иванковский район)
Зимовище (укр. Зимовище) — покинутое село в Вышгородском районе Киевской области Украины. Входит в Зону отчуждения ЧАЭС. Ныне урочище. Сохранилось сельское кладбище.

## География
Находится у озера Зимовище, в 7 километрах от Припяти.

## История
Точная дата образования неизвестна.
В 1928 году возле села проложена железная дорога.
В 1958 году при селе открыт остановочный пункт Зимовище на действующей линии Чернигов—Овруч.
«История городов и сёл Украинской ССР» 1971 года дала такую информацию про село:
«Зимовище — село, центр сельского Совета. Население — 790 человек. В Зимовище — центральная усадьба совхоза „Припятский“. В хозяйстве 11,8 тыс. га сельскохозяйственных угодий, из них 2,5 тыс. га пахотной земли. 4 работника совхоза награждены орденами и медалями СССР. В селе есть восьмилетняя школа, клуб, библитека. 14 жителей — участников Великой Отечественной войны — награждены орденами и медалями СССР. На территории села обнаружены остатки поселений эпох неолита и бронзы».
Покинут в связи с аварией на Чернобыльской АЭС в 1986 году. Жители переехали в сёла Рудницкое, Лукаши Барышевского района Киевской области.
Официально упразднён в 1999 году.

## Население
В 1887 году — 353 человека, в 1900—535 на 81 дворах.
До аварии в селе проживало 622 человека.

## Инфраструктура
Личное подсобное хозяйство с зоной сельскохозяйственного использования, индивидуальная застройка усадебного типа. Заброшенных домов — 66.
В 1900 году зафиксирована школа.
Действовал колхоз «Припятский», которому принадлежало около 12 тысяч гектаров сельскохозяйственных полей.

## Транспорт
Одноимённый разъезд (остановочный железнодорожный пункт) Юго-Западной железной дороги на линии Чернигов—Овруч.